# Sewerny (Belgorod)
Sewerny (russisch Се́верный) ist eine Siedlung städtischen Typs in der Oblast Belgorod in Russland mit 9847 Einwohnern (Stand 14. Oktober 2010).

## Geographie
Die Siedlung ist ein Vorort des Oblastverwaltungszentrums Belgorod und liegt knapp 10 km Luftlinie nördlich des Stadtzentrums und etwa 2 km vom Stadtrand entfernt.
Sewerny gehört zum Rajons Belgorodski, dessen Verwaltungssitz Maiski fast 20 km südlich auf der gegenüberliegenden Seite von Belgorod liegt, und ist Sitz und einzige Ortschaft der Stadtgemeinde (gorodskoje posselenije) Possjolok Sewerny.

## Geschichte
Der Ort entstand ab 1947, als dort erste Bauten eines zu den umliegenden Dörfern Jerik, Oskotschnoje und Schischino gehörenden Sowchos errichtet wurden. In der zunächst Ostrowok genannten Ansiedlung entstanden ab 1952 erste Einfamilienhäuser und 1958 eine erste Grundschule. 1956 wurde ein Rinderproduktionsbetrieb (für Fleisch und Milch) eröffnet und die Siedlung in Folge als Sagotskototkorm bezeichnet (von russisch sagotskot als Abkürzung für „Tierproduktion“ und otkorm für „Mast“).
Seit 1968 trägt die Siedlung ihren heutigen Namen, von russisch sewer für „Norden“, also etwa „Nördliche Siedlung“, in Bezug auf die Lage zu Belgorod. Ab Anfang der 1980er-Jahre wurden in größerem Umfang Plattenbauten errichtet und vor 1989 der Status einer Siedlung städtischen Typs verliehen.

### Bevölkerungsentwicklung
| Jahr | Einwohner |
| ---- | --------- |
| 1989 | 3678      |
| 2002 | 7654      |
| 2010 | 9847      |

Anmerkung: Volkszählungsdaten

## Verkehr
Durch Sewerny verläuft die ursprüngliche Trasse der föderalen Fernstraße M2 Krim (Teil der Europastraße 105) von Moskau über Kursk und Belgorod zur ukrainischen Grenze (dort weiter in Richtung Charkiw – Saporischschja – Krim), heute nördliche Ausfallstraße von Belgorod. Einige Kilometer nördlich zweigt die weiträumige westliche Umgehung von Belgorod ab, die heute als M2 ausgewiesen ist. Südlich kreuzt zwischen der Stadtgrenze von Belgorod und Sewerny der innere Ring um die Stadt die Ausfallstraße.
Nächstgelegener größerer Bahnhof ist Belgorod an der Strecke Moskau – Kursk – Charkiw, während sich nur 5 bis 6 km östlich und nordöstlich an derselben Strecke die kleineren Stationen Belomestnaja und Schopino befinden.